# 大野龍之介
大野 龍之介（おおの りゅうのすけ、2002年5月3日 - ）は、日本のタレント・俳優である。本名同じ。千葉県出身。加藤諒に似ていることで知られる。愛称はりゅうちゃん。

## 来歴・人物
- 小学1年生の時に地元のダンススクールに入り、ダンスに目覚める。キッズダンサーとしてショーケースに多数出演。
- 中学2年生の時に六本木駅のホームでスカウトされ芸能界入り。
- 個性のある俳優を目指し、演技指導を受ける。
- 特技は、『ダンス（HIPHOP・ROCK）/トロンボーン/ギター/デザイン画/ものまね』である。
- 得意なスポーツは、『空手/野球/バスケットボール/サッカー』である。

## 出演歴

### 舞台
- ヒロセプロジェクト「明日、魔法使いになる方法 2016」ラゾーナ川崎プラザソル

### PV
- ナオト・インティライミ「夢のありか」

### TV-CM
- ポカリスエット「踊る始業式」篇